# Потяг зі станції дитинства
«Потяг зі станції дитинства» — радянський двосерійний телефільм 1986 року, знятий режисером Хабібом Файзієвим на кіностудії «Узбекфільм».

## Сюжет
Події у фільмі розгортаються довкола дитячої залізниці. Юним залізничникам доводиться протистояти хуліганським діям групи підлітків. Один із них, Каміл, затриманий після чергового нападу на спорожнілу станцію залізниці, знайомиться з її начальником, Тахіром Усмановичем, та юними залізничниками. Зустрівши з їхнього боку співчуття, добре ставлення до себе, Каміл переоцінив свої вчинки та привів своїх друзів на дитячу залізницю.

## У ролях
- Адил Зайнутдінов — Каміл
- Гульноза Мухутдінова — Рано, юний залізничник-бригадир
- Бахром Хамідов — Пулат, юний залізничник-машиніст (озвучил Анна Власова)
- Казим Каюмов — Тахір Ульмасович, керівник юних залізничників (озвучив Олексій Сафонов)
- Саша Тіньгаєв — Стас Семафоров, юний залізничник-провідник
- Бехзод Азімов — Шухрат, юний залізничник-машиніст
- Музаффар Карімов — Равшан, юний залізничник-зчіпник
- Альберт Гільязов — юний залізничник
- Рустам Гільязов — юний залізничник
- Муясар Джалалова — Зухра
- Руслан Татлок — Юрка
- Джасур Рустамбеков — Батир
- Рано Кубаєва — Дільбар Сабірівна, інспектор дитячої кімнати міліції
- Гунарс Далманіс — Ірвас, керівник юних залізничників
- Едгарс Сіліньш — Валтерс
- Саніта Евея — Саніта, юний залізничник із Риги
- Оля Шевчук — юний залізничник
- Ділобар Насирова — Діля, юний залізничник
- Лола Бадалова — епізод
- Дільбар Таджибаєва — епізод
- Аваз Таджієв — епізод
- Фархад Нурбаєв — епізод
- Акбар Махсудов — епізод
- Ділшод Насиров — епізод
- Салохіддін Зіямухамедов — чоловік на пероні
- Дільбар Касимова — бабуся Фірузи
- Баходир Агзамов — епізод
- Джаміля Садикова — епізод
- Уміда Ахмедова — епізод
- Саїда Раметова — жінка на пероні
- Джумадулла Раметов — чоловік на пероні
- Гаухар Закірова — аптекар
- Гульчехра Джамілова — буфетниця
- Альоша Алексєєв — епізод
- Михайло Алексєєв — епізод
- Ласма Мурнієце-Кугрена — Ласма, чергова за вокзалом
- Імбі Герда Стренга — касир на вокзалі
- Мухаммаджан Рахімов — епізод

## Знімальна група
- Режисер — Хабіб Файзієв
- Сценаристи — Лев Аркадьєв, Аркадій Ковтун
- Оператор — Нажміддін Гулямов
- Композитор — Доні Ільясов
- Художник — Євген Пушин